# Austin 12 (1939)
Pour l'Austin 12 de 1921 à 1939, voir Austin 12.
L' Austin 12 est une grande berline quatre portes familiale qui a été produite par Austin. Elle a été lancée en août 1939 et a été produite jusqu'à son remplacement en 1947 par l'Austin A70 Hampshire de taille semblable, mais dotée d'un plus gros moteur. Elle fut toutefois réservée aux militaires et au gouvernement durant la plus grande partie de cette période.

## La voiture
La voiture a été présentée comme étant d'un tout nouveau design. Elle partageait cependant le même profil que son prédécesseur (trois fenêtres de chaque côté) mais en plus continu. L'équipement standard inclut un toit coulissant, l'ouverture du pare-brise et la sellerie cuir. Le capot est maintenant d'une seule pièce et articulé à l'arrière, plutôt que de s'ouvrir sur les côtés. La carrosserie a été rallongée de 7,62 par rapport à la voiture précédente, malgré un empattement qui est d'abord de 13,97 cm plus court. Elle était également plus large de 1,27 cm. Un châssis classique fut conservé et les freins sont mécaniques, actionnés par un système de tiges. Des essieux à poutre rigide ont été retenus à l'avant et à l'arrière, soutenus par des ressorts à lames classiques.
L'Austin 12 de 1939 hérite du moteur à soupapes latérales de 1535 cm³  et de la boîte à quatre vitesses de son prédécesseur. Elle affichait 40 ch (30 kW). Même selon les normes de l'époque, elle fut largement considérée comme manquant de puissance. Cette question a été abordée, en 1945, quand l'usine introduisit l'Austin 16, qui était une Austin 12 équipée avec le premier moteur moteur à soupapes en tête du fabricant, d'une cylindrée de 2199 cm³. Le surplus de puissance rangea la voiture dans ce qu'un commentateur décrit comme "une proposition très animée", bien que la moins animée Austin 12 fut en production pendant six ans avec la même caisse.

## L'époque
La nouvelle Austin 12 a été introduite en août 1939, à l'heure où l'accélération des dépenses militaires était débordante dans un boom intérieur de la consommation sur le marché du Royaume-Uni. Cependant, pour la Grande-Bretagne et ses alliés européens, 1939 a aussi été l'année où, en septembre, la guerre a éclaté, et le gouvernement Britannique a mis le secteur manufacturier du pays sur le pied de guerre beaucoup plus brusquement que ce qui fut réalisé en Allemagne. La plupart des usines automobiles des Midlands, avec la récente amélioration de la compréhension de la production de masse de produits métalliques, furent attribuées aux fournitures de guerre : cela ne consistait pas uniquement à la fabrication d'avions, mais aussi (pour certains historiens, moins glamour) d'éléments tels que des réservoirs et des jerrycans. La capacité de production automobile d'Austin semble avoir mieux survécu à la guerre que celle des concurrents, et alors que les nouvelles Austin 12 produites au début des années 1940 étaient restreintes à l'usage militaire et gouvernemental, le fabricant a pu annoncer sa gamme d'après-guerre en 1944, six mois avant la fin de la guerre en Europe. La préparation de la gamme pour la période d'après-guerre incluait l'Austin 12.

## L'évolution

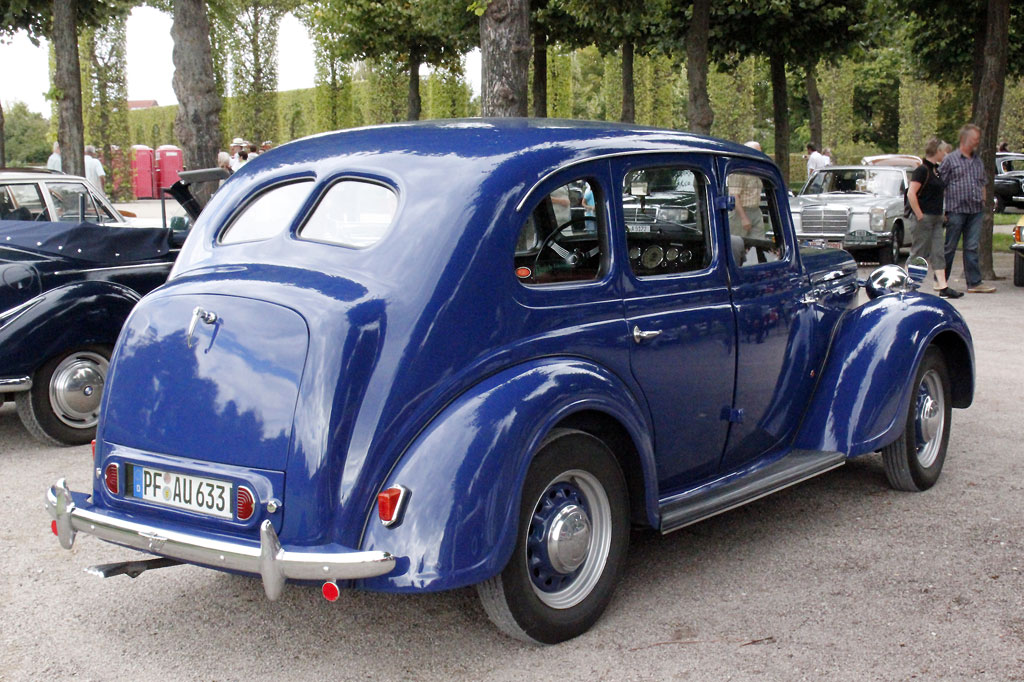
Une Austin 12 de 1947

Il y a peu d'informations détaillées sur la façon dont la voiture a été développée durant les années de guerre, mais en septembre 1945, de nombreuses améliorations ont été mises en œuvre, probablement en réponse à la fois à l'évolution technique et aux pénuries de matériaux rencontrées. De l'extérieur, l'Austin 12 annoncée en 1944 semble indissociable de la voiture annoncée en août 1939, et on n'a pas cherché à mettre en évidence d'éventuelles améliorations introduites au cours des cinq années précédentes. Néanmoins, l'empattement a été réduit de 3,81 cm. Un chauffage et la radio furent proposés en options.